# 濟姆尼察河
51°25′42″N 16°26′13″E / 51.428195°N 16.436885°E
濟姆尼察河（波蘭語：Zimnica）是波蘭的河流，位於該國西部，處於下西里西亞省，屬於奧得河的左支流，河道全長36公里，流域面積258平方公里，河口處在希齊納瓦以北。